# Attaques contre le personnel humanitaire
Les travailleurs du secteur humanitaire sont parfois victimes d'attaques, qui deviennent plus fréquentes à partir des années 1990 et 2000. Traditionnellement, les travailleurs humanitaires appartenant aux organismes des Nations unies, aux ONG et aux mouvements de la Croix-Rouge et du Croissant-Rouge bénéficient de protections légales ainsi que d'une immunité de facto aux attaques des puissances belligérantes.
En 2012, l'activité la plus dangereuse est le voyage par la route : l'enlèvement de travailleurs humanitaires a quadruplé dans la décennie précédente. En 2017, l'Aid Worker Security Database (en) recense 139 travailleurs humanitaires tués dans des attaques intentionnelles, sur une population totale estimée à 569 700 travailleurs. Chaque année depuis 2013, plus de 100 travailleurs humanitaires sont tués.

## Fondement légal de la protection des travailleurs humanitaires
La protection légale des travailleurs humanitaires dans les conflits armés se fonde sur les Conventions de Genève de 1949 ainsi que sur les protocoles additionnels (Protocole I et Protocole II). Ces traités décrivent la catégorie des civils ainsi que les droits et obligations des non-combattants pendant les conflits armés. Ces droits portent sur un traitement humain, l'accès à la nourriture, à l'eau, à un abri, à des soins médicaux et aux communications et l'immunité face aux violences, à la prise d'otage et aux peines et traitements humiliants et dégradants. Il est interdit d'appliquer une punition collective. Les non-combattants englobent aussi les ressortissants de pays tiers, qui ne sont pas parties au conflit.
Si les Conventions de Genève offrent une protection aux travailleurs humanitaires, elles ne garantissent pas leur accès aux zones de conflit : les gouvernements et les autorités d'occupation peuvent, à leur guise, interdire les opérations d'un organisme de secours. En outre, ces conventions n'imposent pas que les parties au conflit garantissent la sécurité des travailleurs humanitaires. Les conventions interdisent aux combattants d'attaquer les non-combattants ; toutefois, elles n'obligent pas les parties à offrir des escortes de sécurité si d'autres factions menacent les opérations des non-combattants dans un secteur.
En 2003, le Conseil de sécurité des Nations unies adopte la Résolution 1502 afin d'offrir une meilleure protection aux travailleurs humanitaires et considérer l'agression à leur encontre comme un crime de guerre.

## Motivations
Les méthodes consistant à cibler des étrangers avec des attentats-suicides, des engins explosifs improvisés et des enlèvements (qui se produisent souvent en étroite corrélation avec des criminels) fournissent des indices probants sur certaines motivations politiques contre les travailleurs humanitaires. Il est souvent très difficile de déterminer avec certitude les motivations ; par exemple, dans 55 % des incidents signalés par l'AWSD en 2008, la motivation était « indéterminée ». Toutefois, dans les motifs identifiés, les motivations politiques ont augmenté (29 % des causes déterminées en 2003 contre 49 % en 2008). L'Afghanistan, qui fait partie des pays les plus dangereux pour les travailleurs humanitaires, illustre ce basculement : en 2007, 61 % des incidents émanaient de criminels et 39 % des groupes d'opposition politique tandis qu'en 2008, 65 % des incidents provenaient de groupes d'opposition armée.
Les travailleurs humanitaires peuvent être ciblés pour des motifs politiques, tant directement que par association. Parfois, l'organisation humanitaire peut être ciblée en raison d'une de ses actions ou déclarations, ou simplement parce qu'elle achemine de l'aide à une population, que d'autres ne souhaitent pas voir secourue. Elle peut également être ciblée par association, en tant qu'organisme collaborant avec « l'ennemi » (un gouvernement, un groupe rebelle ou une puissance étrangère). Les dangers encourus par cette association à des gouvernements ou des forces armées ont, en retour, nourri chez les travailleurs humanitaires la volonté d'être perçus comme un mouvement distinct, indépendant et politiquement neutre. Cependant, cette volonté ne se concrétise guère : au contraire, les organismes d'aide occidentaux sont vus comme partie intégrante de l'« agenda » occidental.

## Risques pesant sur les travailleurs humanitaires
Les guerres entre États déclinent depuis la fin de la guerre froide. Toutefois, s'y substituent des conflits internes, avec leur violences et leurs communications défaillantes, ce qui expose davantage les civils tout comme les travailleurs humanitaires. Les décès des travailleurs humanitaires sont principalement le fait de violences délibérées. Un tiers de ce décès surviennent dans les trois premiers mois de déploiement : 17 % surviennent au cours des trente premiers jours. Depuis 2006, la violence s'aggrave et la fréquence des incidents dépasse la croissance des effectifs humanitaires.

## Attaques contre des structures de soin
Parmi les attaques sur les travailleurs humanitaires, nombreuses sont celles qui visent des établissements de soin. Les hôpitaux, cliniques et ambulances sont victimes d'attaques, les travailleurs y sont blessés ou tués. La Safeguarding Health in Conflict Coalition initiative recense 973 attaques contre des structures de soin dans 23 pays en 2018. Ces attaques ciblent typiquement des personnes blessées ou malade, le personnel de santé, les infrastructures ou le transport médicaux ; les infrastructures et emblèmes médicaux font l'objet d'utilisations détournées. Ces attaques provoquent des répercussions sur la délivrance générale des soins. Outre les effets immédiats des morts, des blessures et des destructions aux biens, de graves conséquences se produisent sur le long terme. Des systèmes de santé, déjà défaillants en raison des conflits, sont cibles d'attaques qui peuvent conduire à l'effondrement de l'ensemble du système sanitaire, alors qu'il est d'importance vitale en cas de conflit. Quand des systèmes de santé ne peuvent plus gérer la situation, les gens perdent l'accès aux soins et il devient presque impossible de concrétiser la politique sanitaire de long terme. De nombreuses infrastructures sont obligées de fermer après des attaques, les hôpitaux tombent à court de fournitures et des projets de santé publique, comme les campagnes de vaccination, sont interrompues. En outre, le personnel quitte son poste, fuit la région et les ONG retirent leur personnel ou mettent fin à des campagnes. L'accès général aux soins devient limité pour les populations qui en ont besoin. Le nombre de personnes affectés indirectement est par conséquent plus élevé que le nombre de victimes d'une attaque. En outre, les attaques produisent des répercussions sur le bien-être psychique du personnel, sape leur motivation et réduit la qualité des soins qu'il prodigue.